# Deutzia crassidentata
Deutzia crassidentata är en hortensiaväxtart som beskrevs av S.M. Hwang. Deutzia crassidentata ingår i släktet deutzior, och familjen hortensiaväxter. Inga underarter finns listade i Catalogue of Life.